# 蘭道爾·佛來格
蘭道爾·佛來格（英語：Randall Flagg）是史蒂芬·金筆下的虛構人物，出現於至少九本史蒂芬·金的著作中，大多都以「法力高強的魔法師」及「黑暗君王的僕人」的身分出現。佛來格擁有許多超自然能力，包括通靈、預知和催眠術。佛來格致力於透過破壞與衝突來摧毀文明。
佛來格第一次出現於史蒂芬金1978年的小說《末日逼近》，接著也出現在《龍之眼》和《黑塔》中。史蒂芬·金最初說佛來格的靈感來源來自綁架派翠西亞·赫茲的唐納·德弗里茲。

## 名字與外表
就像霍華德·菲利普·洛夫克拉夫特筆下的奈亞拉托提普，佛來格有許多名字，其中大多可縮寫為R.F.，例如出現於《荒原的試煉》中的理查·芬寧（Richard Fannin）以及在耶利哥丘殺掉卡斯博的魯丁·費拉若（Rudin Filaro）。他最早的名字是華特·派帝克，其他還有華特·歐汀、馬登·寬斗篷、力軍恩、步行男。
佛萊格的面貌不兇惡，有著普通的長相，有時候會穿著他當時所在地點的本土衣服，但大部分的時候都穿走美式風格的衣服：藍色牛仔褲，褪色的丹寧連身夾克，鞋跟磨損嚴重的牛仔靴，同時也收集許多徽章，並別在夾克上，有和平標誌，臉上有彈孔痕跡的微笑笑臉和CK標誌（代表血腥之王的Crimson King）。

## 在作品中

### 《勿忘我》
《勿忘我》中的〈1983 盲眼威利〉稍微提到了佛來格，以雷蒙·費格勒的身分出現。雖然沒有經過史蒂芬·金本人的證實，但在《史蒂芬金的世界之完整指南》（Complete Stephen King Universe: A Guide to the Worlds of Stephen King）中克里斯多福·戈登和漢克·華格納懷疑費格勒就是佛來格。戈登和華格納提出一些可能的證據，諸如費格勒善於隱藏自己，隱藏自己是佛來格在《龍之眼》中的拿手絕活。此外，費格勒操弄凱若和她的社運朋友們去達成自己的目的，也和佛來格的手法相仿。此外，佛來格的化名不少可縮寫為R.F.，雷蒙·費格勒（Raymond Fiegler）正好可以縮寫為R.F.。

### 《黑塔》
佛來格大部分的化身皆在黑塔出現，在系列的開始並沒有明說誰是佛來格，直到第三集《荒原的試煉》結尾附近才清楚的顯示。
他出現於《最後的槍客》的第一句：「黑衣人橫越荒漠而逃,槍客緊追在後。」佛來格以華特·歐汀為名字出現於故事中（現在還沒有證據顯示他是佛來格），並展現了他的奇蹟──他復活了一個人。在引領系列的主角羅蘭·德斯欽穿越莫汗荒漠後，他用塔羅牌幫羅蘭作預言，在《最後的槍客2003修訂版》中，那時華特曾警告羅蘭要小心「長生不老客」。
在談話結束後，華特讓羅蘭睡著，等他醒來，華特已經走了，並放了一個穿著自己衣服的骷髏在原地，嘗試讓羅蘭以為他的老仇敵已經死了，不過，羅蘭並不相信。
在《最後的槍客》中提到的羅蘭童年中，佛來格用的名字是馬登·寬斗篷 （和華特一樣，現在無法知道他就是佛來格），使羅蘭的家鄉墮落敗壞的巫師，他出賣羅蘭的父親史蒂芬，誘拐他的母親嘉珀麗，並和血腥之王共謀讓黑塔倒下。馬登利用他自己與羅蘭母親的不倫關係來刺激羅蘭提早參加槍客成年禮，希望羅蘭會在測驗中戰敗，並永遠被流放西方，然而，他的計畫失敗了，羅蘭通過了測驗並成為了槍客。
在原版的《最後的槍客》（1982年出版的版本）中，華特與羅蘭的對話內容有點不一樣，在原版中，馬登和華特是不一樣的兩個人，而且華特在故事的最後很明顯的死亡了。在後來的2003修正版中，他們兩個被華特本人指出其實是同一個人，而關於華特的骨骸，也被點出可能是假造的。而且在修正版中，華特暗示了羅蘭會遇見梅林。
佛來格第二次出現於《荒原的試煉》接近結尾的地方，在盧德城中，他救了安德魯·奎克，也就是「滴答人」，羅蘭與他的共業之前對抗過他，也因此他當時快死了；奎克在後來成為佛來格的忠實僕人。雖然佛來格當時用的名字是「理查·芬寧」，但這是除了在《末日逼近》裡以外，佛來格的第一次公開出場；他當時的穿著：「暗色連身短外套束在腰際，一條丁尼布長褲，又舊又多灰塵的靴子。」這很符合佛來格一貫的穿著模式（見名字與外表）
佛來格於第四集《巫師與水晶球》中再次出現，在這集中，佛來格被羅蘭指名就是馬登，也就是羅蘭的宿敵。在誘使羅蘭及他的共業前往「綠宮」後，他在綠宮中安排「滴答人」對付他們，但是他一下就被殺死了。佛來格後來告訴羅蘭他們最好在事情太遲前放棄追尋黑塔，然後他在槍客們有機會殺他之前就逃走了。但沒有忘了警告他們放棄黑塔，他還保證下次在碰面他不會逃走。這次是他第一次在《黑塔》系列中使用「佛來格」這個名字。
佛來格也出現在《巫師與水晶球》中關於羅蘭的梅吉斯往事中，以華特·歐汀的身分出現，在故事中，他是叛軍法爾森的密使，約翰·法爾森，使基列地滅亡的元兇之一。他把葡萄柚粉紅水晶球交給艾爾卓·瓊納斯保管，艾爾卓·瓊納斯，法爾森在梅吉斯的代理人。而瓊納斯又把水晶球交給庫斯山的女巫莉亞保管。
《卡拉之狼》和《蘇珊娜之歌》都有提到華特·歐汀，在《卡拉之狼》中，神父卡拉漢為了逃脫坎墮淫（又稱下等人，血腥之王的使者）的追捕跳出窗外自殺之後，他在《最後的槍客》中的驛站中醒來（那時候傑克和羅蘭才正離開不久），並遇見了華特，華特把黑十三給了卡拉漢；黑十三，巫師的水晶球中最後也最危險的一個；並希望那能在羅蘭後來的旅程中殺掉他。
在《蘇珊娜之歌》之中，他找上了惡魔之元米亞，一個不顧一切地想要擁有一個孩子的女妖，華特和她做了一個交易，條件是她必須放棄她長生不老的力量並哺育那個血腥之王和羅蘭的孩子。
來格死於系列中的最後一集《業之門》，在這之前，他真正的目標顯露出來了：和羅蘭一樣，爬到黑塔的頂端並到達上面的房間。他最終的目標是殺死羅蘭，以為了佛來格一生的摯愛，同時也是羅蘭的母親嘉珀麗報仇。他相信自己需要莫德瑞·德斯欽這個幫手；羅蘭及血腥之王的兒子；並認為自己可以利用這個機會成為全能之神。
他一看到還是嬰兒的莫德瑞，便發誓效忠他。但是莫德瑞發現佛來格另有意圖，於是他攻擊佛來格的心臟，讓他完全無法動彈，這時莫德瑞改變形態，變成了一個巨大的蜘蛛，直接攻擊佛來格，並在他死之前拔出他的眼珠及舌頭。
《業之門》中交代了更多佛來格的過往故事，提到了佛來格出生於狄連，磨坊工人山姆之子，本名叫華特·派迪克。十三歲離家時遭流浪漢雞姦。之後他抗拒想回家的念頭，習得各式魔法，達到長生不老的境界。四處作亂數百年後，血腥之王注意到了佛來格，並招募他為其代理人。
《穿過鑰匙孔的風》中，佛來格的身分是一名稅吏，在故事中的故事〈穿過鑰匙孔的風〉裡的主要反派，〈穿過鑰匙孔的風〉是流傳於中世界中的古老傳說。在故事中佛來格是來自基列地的稅吏，到小鎮上收稅。